# ITV海峽電視

ITV海峽電視（ITV Channel TV），舊稱海峽電視（Channel Television），是英國一家由獨立電視公司持有的電視台，播送範圍為海峽群島。ITV海峽電視於1962年開始營運。2011年前，海峽電視是獨立而不屬於獨立電視公司的獨立電視牌照持有者之一。總部位於澤西。

## 外部連結
- itv.com上《ITV Channel TV 》的資料